# Krąg (harcerstwo)
Krąg − jednostka w strukturze organizacji harcerskich, skupiająca jej członków zwyczajnych. Jest miejscem realizacji programu.

## Związek Harcerstwa Polskiego
W ZHP rozpoczęcie działalności kręgu wymaga zgody właściwego komendanta hufca. W szczególnie uzasadnionych wypadkach utworzenie podstawowej jednostki organizacyjnej może nastąpić także za zgodą komendanta chorągwi albo Naczelnika ZHP.
Kręgiem kieruje przewodniczący lub komendant wybierany przez krąg i mianowany przez właściwego komendanta hufca, komendanta chorągwi lub Naczelnika ZHP (wybór członków kręgu jest zatwierdzany rozkazem).
Szczegółowe zasady tworzenia i działania kręgów określa Główna Kwatera ZHP. Obecnie obowiązują:
- Uchwała nr 35/XXXII Rady Naczelnej ZHP z dnia 15 czerwca 2003 r. w sprawie zatwierdzenia instrukcji przyjętych przez GK ZHP - zasady tworzenia i działania kręgów;
- Uchwała nr  66/XXXII Rady Naczelnej ZHP z dnia 23 października 2004 r. w sprawie zatwierdzenia Instrukcji w sprawie organizacji i zasad działania kręgu akademickiego.

Podstawowe jednostki organizacyjne ZHP działające w jednym środowisku mogą łączyć się w szczepy oraz związki drużyn. 

### Krąg instruktorski
− krąg skupiający instruktorów ZHP oraz wędrowników, pełniących funkcje instruktorskie. Liczebność kręgu wynosi minimum 6 instruktorów.

### Krąg starszyzny
− krąg skupiający  członków starszyzny harcerskiej (do XXXIII Zjazdu ZHP starszyzną byli: instruktorki i instruktorzy nie pełniący funkcji instruktorskich oraz pełnoletni harcerki i harcerze). Liczebność kręgu wynosi minimum 6 instruktorów nie pełniących funkcji. Właściwy komendant może wyrazić zgodę na powołanie wspólnego Kręgu Starszyzny Harcerskiej i Seniorów.

### Harcerski krąg seniorów
− krąg skupiający seniorów. Liczebność kręgu wynosi minimum 6 seniorów. Właściwy komendant może wyrazić zgodę na powołanie wspólnego Kręgu Starszyzny Harcerskiej i Seniorów.

### Krąg akademicki
− krąg skupiający pełnoletnich członków ZHP studiujących lub pracujących na uczelni albo w inny sposób związanych ze środowiskiem akademickim. Liczebność kręgu wynosi minimum 6 osób. 
Kręgi akademickie działają w oparciu o cztery płaszczyzny:
Ja − student (obywatel): współtworzę wspólnotę, jaką jest brać studencka, gmina, rodzina
Ja − specjalista: zdobywam konkretną, fachową wiedzę i umiejętności
Ja − hobbysta: mam swoje pasje, zainteresowania
Ja − harcerz: jestem instruktorem, działam w środowisku harcerskim.

## Związek Harcerstwa Rzeczypospolitej
Instruktorki i instruktorzy ZHR mogą skupiać się w kręgach instruktorskich. Zasady działania kręgów instruktorskich określa regulamin kręgów instruktorskich, uchwalany przez Naczelnictwo.

## Ciekawostki
W przeszłości w ramach ZHP funkcjonowały również wojskowe kręgi instruktorskie ZHP w Siłach Zbrojnych PRL. Miały one skupiać żołnierzy-instruktorów ZHP oraz żołnierzy przygotowujących się do pracy wychowawczej w ZHP. Możliwość tworzenia wojskowych kręgów instruktorskich stworzono w 1981 przed ogłoszeniem stanu wojennego. 6 grudnia 1981 na I Naradzie Komisji Koordynacyjnych WKI ZHP w Chorzowie wypracowano zasady ich działania, zmodyfikowane przez I Ogólnopolską Zbiórkę Komendantów WKI ZHP w Siłach Zbrojnych PRL w Oleśnicy w grudniu 1982, po uwzględnieniu Zasad działania Związku Socjalistycznej Młodzieży Polskiej w Siłach Zbrojnych PRL, wprowadzonych zarządzeniem Ministra Obrony Narodowej nr 21/MON z 24 marca 1982. W marcu 1983 Rada Młodzieżowa Wojska Polskiego sformułowała wytyczne w sprawie zasad działania wojskowych kręgów instruktorskich ZHP w Siłach Zbrojnych PRL, które zatwierdził Szef Głównego Zarządu Politycznego Wojska Polskiego, Wiceminister Obrony Narodowej gen. dyw. dr. Józef Baryła. 
Powołanie wojskowego KI było możliwe z inicjatywy instruktorów ZHP pełniących czynną służbę wojskową w jednostce lub uczelni wojskowej albo z inicjatywy komendy ZHP. Niezbędna była decyzja zarządu Związku Socjalistycznej Młodzieży Polskiej jednostki wojskowej lub uczelni wojskowej albo rady młodzieżowej oraz aprobata zastępcy dowódcy (komendanta) jednostki (uczelni) wojskowej ds. politycznych. Decyzję taką ogłaszano w rozkazie komendy terenowej ZHP. Całością prac wojskowych kręgów instruktorskich kierowała Centralna Komisja Wojskowych Kręgów Instruktorskich ZHP, której pracę organizował przedstawiciel Głównego Zarządu Politycznego Wojska Polskiego przy Głównej Kwaterze ZHP.